# ها سوک جین
ها سوک جین (کره‌ای: 하석진; زادهٔ ۴ مارس ۱۹۸۲) یک بازیگر و مجری تلویزیون اهل کره جنوبی است. او اولین نقش خود را در سال ۲۰۰۵ به عنوان یک مدل تبلیغات تلویزیونی برای کورین ایر بازی کرد.